# Philip Gingerich
Philip Dean Gingerich (Goshen (Indiana), 23 maart 1946) is een Amerikaanse paleontoloog. Hij is gespecialiseerd in de vroege evolutie van primaten en walvisachtigen. Gingerich is emeritus-hoogleraar aan de Universiteit van Michigan.

## Studie
Gingerich groeide op in een familie van Amish-mennonieten. Hij behaalde zijn bachelorgraad in geologie aan Princeton-universiteit in 1968, gevolgd door zijn mastergraad aan de Yale-universiteit in 1972. In 1974 promoveerde Gingerich aan Yale.

## Werkterrein
Na zijn studie ging Gingerich werken bij de Universiteit van Michigan. Hij werd hoogleraar in de vakgebieden geologie, biologie en antropologie en bovendien directeur van het natuurhistorisch museum van de universiteit. De voornaamste aandachtsgebieden van Gingerich zijn de ontwikkeling van de zoogdieren tijdens de overgang van het Paleoceen naar het Eoceen (het Paleocene-Eocene Thermal Maximum) en oorsprong van de moderne zoogdiergroepen. Op het gebied van de vroege evolutie van primaten en walvisachtigen geldt hij als expert. Gingerich beschreef onder meer de vroege walvisachtige Pakicetus en de primaat Darwinius. Na opgravingen in het Clark's Fork-bekken trok Gingerich eind jaren zeventig naar de Eocene formaties in Pakistan in de hoop sporen te vinden van de zoogdiermigratie van Azië naar Noord-Amerika. Deze vijftig miljoen jaar oude sedimenten bleken echter geen landlagen, maar de oostelijke zeebedding van de Tethyszee met daarin fossielen van de eerste walvisachtigen. Later zou Gingerich ook in het Egyptische Wadi al-Hitan ("Walvisvallei") op zoek gaan naar archaeoceten.
- Gemeinsame Normdatei: 1035020297
- International Standard Name Identifier: 0000 0001 1774 707X
- Library of Congress Control Number: n79072952
- Nationale Bibliotheek van Tsjechië: jn20020716049
- Nationale Bibliotheek van Israël: 987007445160505171
- Nederlandse Thesaurus van Auteursnamen: 109589971
- ORCID: 0000-0002-1550-2674
- ResearcherID: A-6903-2008
- Système universitaire de documentation: 07429041X
- Virtual International Authority File: 91549700
- WorldCat: E39PBJf8xrfWk9yvQ7ytdTC84q